# Burgstall Luckenpaint
Der Burgstall Luckenpaint, auch Schloss Luckenpaint genannt, ist eine abgegangene Burg im Gemeindeteil Luckenpaint (Schlossberg 9) der Gemeinde Thalmassing im oberpfälzischen Landkreis Regensburg in Bayern. Die Anlage wird als Bodendenkmal unter der Aktennummer D-3-7138-0031 als „mittelalterlicher Burgstall mit der im Kern romanischen Kath. Nebenkirche und ehem. Schlosskapelle St. Laurentius sowie dem abgegangenen Schloss Luckenpaint“ geführt. Die erhaltene Schlosskapelle ist unter der Aktennummer D-3-75-205-7 als Baudenkmal verzeichnet.

## Geschichte
866 schenkt die adelige Witwe Ekkilind dem Kloster St. Emmeram ihren  Besitz in Luckenpaint (in uico qui dicitur Ucchinpiunt). Der bis in das 15. Jahrhundert bestehende Name Ucchinpiunt leitet sich von dem Personennamen Ucko und piunt ab (abgeleitet von dem althochdeutschen Wort biunta ab, mit dem ein eingehegtes Grundstück gemeint war).
Gegen Ende des 10. Jahrhunderts kommt es zu einer weiteren Schenkung aus dem Besitz einer Himiltrud, Gemahlin des Freien Perinher unter dem Abt Wolfgang von Regensburg an St. Emmeram. Bei einer weiteren Schenkung wird der Gemahl Perinher von Luckenpaint genannt. Zwischen 1048 und 1060 erhält der adelige Altman von dem Kloster Luckenpaint als Lehen. In der zweiten Hälfte des 12. Jahrhunderts werden der Klosterministeriale Kuno von Luckenpaint und sein Sohn Irmfried in den Emmeramer Traditionen genannt. Kuno ist Sohn des Heinrich von Lauterbach, der ebenfalls schon in den Diensten des Klosters stand. Um 1212 erhält ein Albert von Tygingen (Teugn) das zurückgegebene Luckenpaint wieder als Lehen. Die Burg, von deren Erbauung keine gesicherten Datierungen vorliegen, wurde vermutlich zwischen dem 12. und 13. Jahrhundert von den Herren von Luckenpaint erbaut.
1287 wird eine Befestigung in Luckenpaint erwähnt (municipio in Ukenpiunt). Die Erben des verstorbenen Vorbesitzers Heinrich Klafschink haben dabei auf Vermittlung des Bayerischen Herzogs die Anlage vom St. Emmeramer Abt Wernher (1279–1292) als Lehen erhalten. In dieser Familie verbleibt Luckenpaint bis nach 1311. Danach nennt sich ein Ruprecht nach Luckenpaint. Noch 1323 tritt er als Ruprecht von Luckenpaint auf, später erscheint er als Ruprecht von Haidau (sein Bruder war früher Landrichter von Haidau). 1332 lässt er sich das Leibrecht für das Gesäzze zu Uchkenpeunt für sich, seine Frau und seinen Sohn bestätigen. Dieser Ruprecht scheint um 1341 verstorben zu sein, da seine Witwe damals eine Seelgerätstiftung für ihren verstorbenen Gatten macht. 1380 ist hier ein Heinrich Schick zu Luckenpaint genannt. 1390 wird die Veste Ukchenpeunt erwähnt, als sich ihr damaliger Besitzer Ulreich der Schikch von Ukchenpeunt mit den Regensburgern Bürgern über die Beschädigung seiner Burg einigt. Wodurch es zu dieser Beschädigung gekommen ist, scheint nicht klar zu sein; eventuell hat Ulreich der Schikch gegen die Regensburger Krieg geführt.
Ende des 14. Jahrhunderts kommt Luckenpaint an die Pfeffenhauser. 1581 wird es an Georg von und zu Wichsenstein verkauft. Von 1629 bis zu Beginn des 19. Jahrhunderts ist Luckenpaint im Besitz der Lerchenfelder. Im 17. Jahrhundert wurde Schloss neu erbaut.
1803 kam Luckenpaint im Zuge der staatlichen Neuorganisation zum Landgericht Stadtamhof. 1857 kam es von dort zum Landgericht Regensburg, ebenso vom Rentamt Stadtamhof zum Rentamt Regensburg.

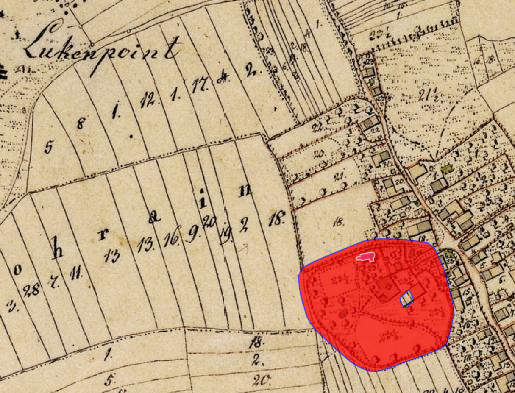
Lageplan von Burgstall Luckenpaint auf dem Urkataster von Bayern

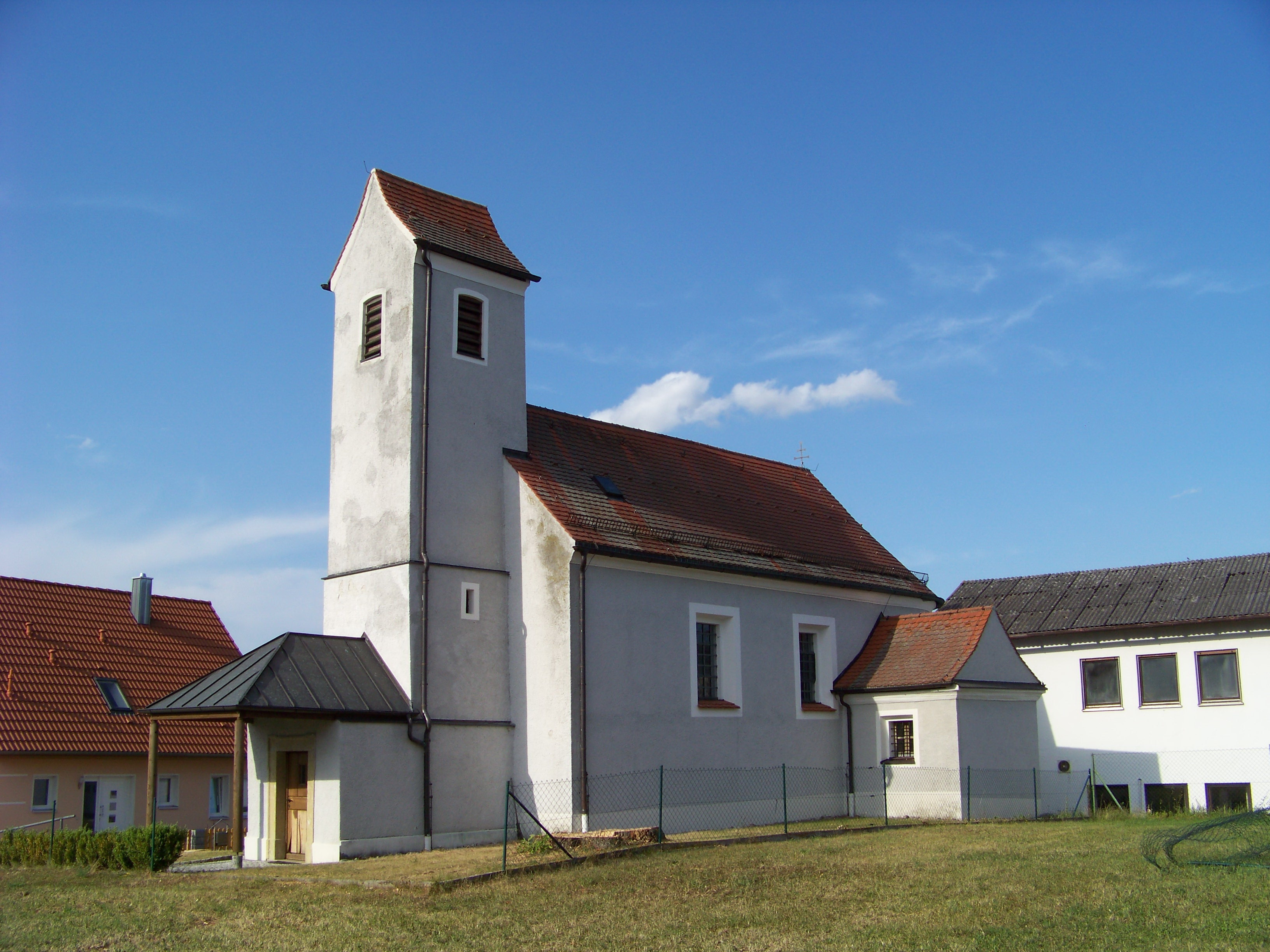
Kirche Sankt Laurentius in Luckenpaint

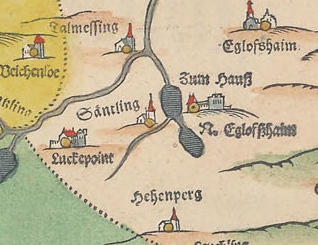
Luckenpaint, Ausschnitt aus Philipp Apian’s Bairische Landtafeln von 1568

## Schloss Luckenpaint einst und jetzt
Der Stich von Michael Wening von 1721 zeigt ein Doppelgiebelhaus mit einem Treppengiebel, daneben ist ein Wirtschaftsbau erkennbar; beide sind mit einer Mauer, durch die ein einfacher Torbau führt, umfangen. Außerhalb der Mauer des Schlosses steht die Schlosskapelle, damals mit einem Zwiebelturm versehen. Auf einer Landkarte von Philipp Apian ist unter Luckenpaint eine Burg mit einem Turm, Palas und Bering eingezeichnet. Seit Mitte des 18. Jahrhunderts gilt die Burg bzw. das Schloss als zerfallen.
Von der ehemaligen Burganlage ist nichts mehr erhalten. 1833 soll auf der Westseite der Burgruine noch ein tiefer Graben gewesen sein, vermutlich der Rest einer diese Burg umfassenden Schutzanlage. Letzte Mauerreste sollen 1954 beseitigt worden sein.
Von dem späteren Schlossbau ist die Schlosskapelle Sankt Lorenz erhalten. Diese enthält romanische Bauteile, wurde aber im 18. Jahrhundert umgestaltet. In der Kirche befindet sich das Epitaph des 1606 verstorbenen Georg von und zu Wichsenstein.